# V1773 Ophiuchi
V1773 Ophiuchi är en eruptiv variabel av RCB-typ (RCB) i stjärnbilden Ormbäraren.
Stjärnan har magnitud +16,8 och når i förmörkelsefasen ner till +19,1. 